# Alchornea anamariae
Alchornea anamariae là một loài thực vật có hoa trong họ Đại kích. Loài này được Secco mô tả khoa học đầu tiên năm 1999.